# 暗夜の心中立て
「暗夜の心中立て」（あんやのしんじゅうたて 仏題：Le vœu d'amour）は、日本の演歌歌手・石川さゆりの楽曲。2014年4月2日にテイチクエンタテインメントより発売されたシングルの表題曲として発表された。

## 概要
本作の表題曲およびカップリング曲ともにシンガーソングライターの椎名林檎が作詞、作曲、プロデュースを手がけた作品で、編曲は斎藤ネコによるもの。両曲とも児玉裕一監督によるミュージック・ビデオが撮り下ろされ、「名うての泥棒猫」のミュージック・ビデオにはコーラスも担当している椎名がカメオ出演している。
「暗夜の心中立て」について、椎名とのコラボに際して石川は「椎名さんに不条理を書いてもらいたかった。それを歌いたかった」と発言している。そしてディレクターを通してそれを椎名に伝えたところ、届いたのが「暗夜の心中立て」のデモだった。
「名うての泥棒猫」では石川たっての希望で椎名がコーラスで参加しているが、これは初めてデモで聴いた時から「新しいのに懐かしい」と感じ、しかも椎名がザ・ピーナッツのサウンドをイメージして作ったことを知って、「これはもう絶対に二人でハモるしかないじゃない！」と思ったからである。また「名うての泥棒猫」の"泥棒猫"というフレーズは当初デモのみに入っていたもので、あくまで仮歌用に用意されたものだったが、気に入った石川が自ら椎名に希望して最終版の歌詞に採用した。
両曲とも椎名によるセルフカバーバージョンが『逆輸入 〜航空局〜』に収録されている。

## 収録曲
- 全作詞・作曲：椎名林檎、全編曲：斎藤ネコ

### Aタイプ
| #         | タイトル           | 作詞 | 作曲・編曲 | 時間 |
| --------- | ------------------ | ---- | ---------- | ---- |
| 1.        | 「暗夜の心中立て」 |      |            | 4:08 |
| 2.        | 「名うての泥棒猫」 |      |            | 3:08 |
| 合計時間: | 合計時間:          | 7:17 |            |      |

### Bタイプ
| #         | タイトル                           | 作詞  | 作曲・編曲 | 時間 |
| --------- | ---------------------------------- | ----- | ---------- | ---- |
| 1.        | 「暗夜の心中立て」                 |       |            | 4:08 |
| 2.        | 「名うての泥棒猫」                 |       |            | 3:08 |
| 3.        | 「暗夜の心中立て（instrumental）」 |       |            | 4:08 |
| 4.        | 「名うての泥棒猫（instrumental）」 |       |            | 3:08 |
| 合計時間: | 合計時間:                          | 14:34 |            |      |

| #  | タイトル                                 | 作詞 | 作曲・編曲 |
| -- | ---------------------------------------- | ---- | ---------- |
| 1. | 「暗夜の心中立て」(ミュージック・ビデオ) |      |            |

### Cタイプ
| #         | タイトル                           | 作詞  | 作曲・編曲 | 時間 |
| --------- | ---------------------------------- | ----- | ---------- | ---- |
| 1.        | 「暗夜の心中立て」                 |       |            | 4:08 |
| 2.        | 「名うての泥棒猫」                 |       |            | 3:08 |
| 3.        | 「暗夜の心中立て（instrumental）」 |       |            | 4:08 |
| 4.        | 「名うての泥棒猫（instrumental）」 |       |            | 3:08 |
| 合計時間: | 合計時間:                          | 14:34 |            |      |

| #  | タイトル                                 | 作詞 | 作曲・編曲 |
| -- | ---------------------------------------- | ---- | ---------- |
| 1. | 「暗夜の心中立て」(ミュージック・ビデオ) |      |            |
| 2. | 「名うての泥棒猫」(ミュージック・ビデオ) |      |            |

## 演奏
- bass：井上富雄
- drums：古田たかし
- guitar：柳沢二三男、尾上サトシ
- percussion：川瀬正人
- Strings：グレート栄田Strings
- trumpet：西村浩二、小林正弘、中野勇介
- trombone：片岡雄三、鹿討奏、山城純子
- Horn：藤田乙比古、大東周
- Harp：朝川朋之
- Timpani：高田みどり
- Conductor：斎藤ネコ
- Harmony vocal（「名うての泥棒猫」）：椎名林檎